# Schulhaus Gröbenzell

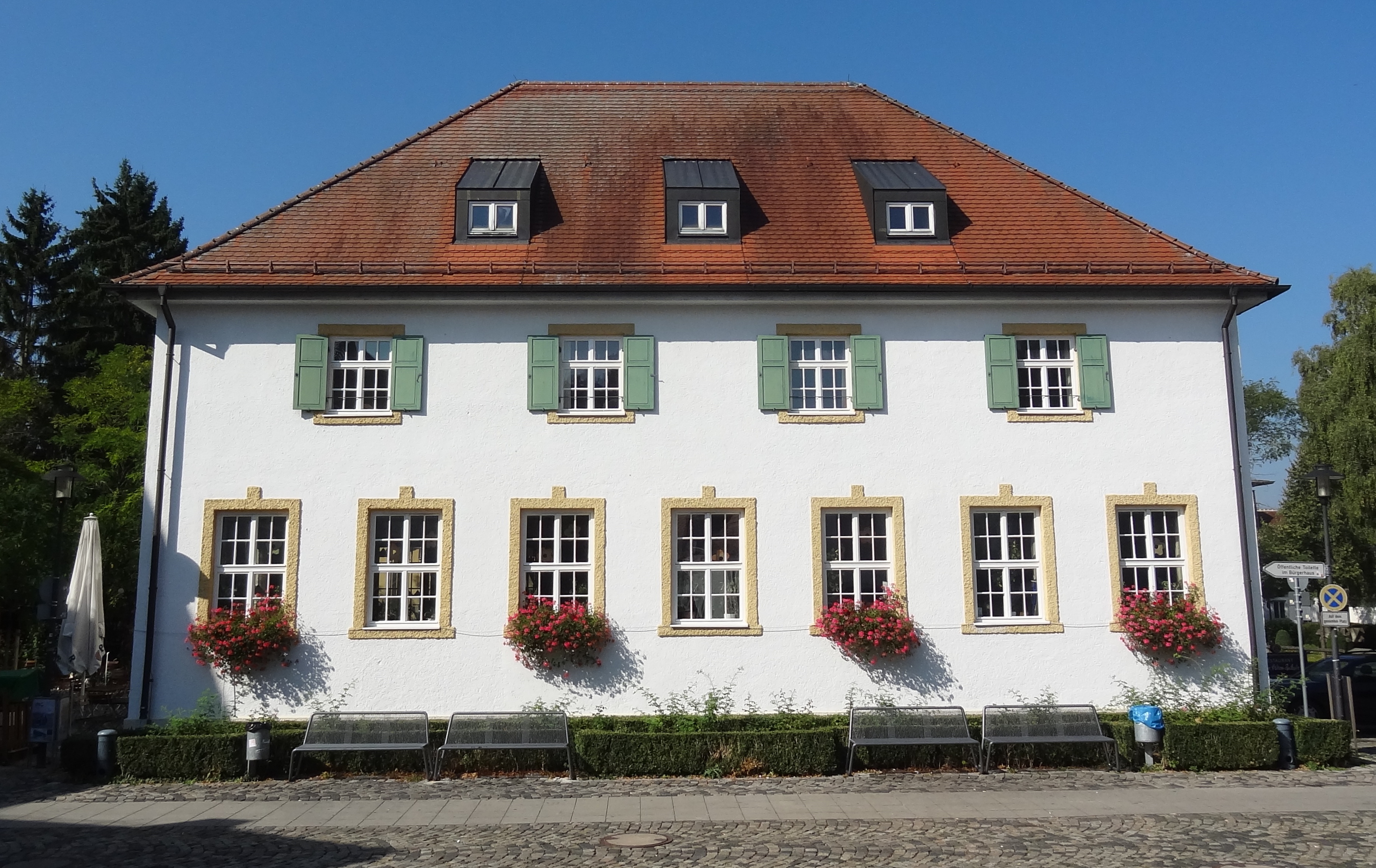
Schulhaus in Gröbenzell

Das Schulhaus in Gröbenzell, einer oberbayerischen Gemeinde im Landkreis Fürstenfeldbruck, wurde 1925 errichtet. Das ehemalige Schulgebäude an der Rathausstraße 3 ist ein geschütztes Baudenkmal.
Der zweigeschossige Walmdachbau wurde im Stil des Historismus errichtet.
Das Gebäude wird seit Jahren als Gasthaus genutzt.